# Caisse nationale du gendarme
 (avril 2019).
Si vous disposez d'ouvrages ou d'articles de référence ou si vous connaissez des sites web de qualité traitant du thème abordé ici, merci de compléter l'article en donnant les références utiles à sa vérifiabilité et en les liant à la section « Notes et références ».
Pour les articles homonymes, voir CNG.
La Caisse nationale du gendarme (CNG) est fondée en 1888 par le capitaine Paoli, pour les gendarmes en difficulté et leurs familles. C'est une mutuelle d'action sociale qui relève du livre III du Code de la mutualité, elle est affiliée à la Fédération nationale de la mutualité française et à la Mutualité fonction publique.

## Historique
- 1888 : création par le capitaine Paoli de la Caisse de secours mutuels de la gendarmerie pour venir en aide aux veuves et aux orphelins[4],[5].
- 1961 : refonte des statuts et changement de l'appellation en Caisse nationale du gendarme - Mutuelle de la Gendarmerie.
- 2008 : la Caisse nationale du gendarme - Mutuelle de la Gendarmerie (CNG-MG), avec deux autres mutuelles militaires, la Mutuelle nationale militaire (MNM) et la Mutuelle de l’Armée de l’air (MAA) mettent leur force en commun pour créer la mutuelle Unéo[6].
- 2009 : la CNG-MG devient une mutuelle du Livre III du Code de la mutualité.